# Ninhydrine
La ninhydrine ou nihydrine (2,2-dihydroxyindan-1,3-dione) est un composé aromatique utilisé comme révélateur des acides aminés dans le réactif du même nom en microbiologie (cupule HIP des galeries API).
Tous les acides aminés sont colorés en pourpre de Ruhemann (λ = 570 nm), seule la proline et l'hydroxyproline sont colorées en jaune (λ = 440 nm).
La ninhydrine (en excès) réagit avec les acides aminés selon une suite de réactions classiques : formation d'une imine, décarboxylation, hydrolyse de la nouvelle imine formée, condensation (sous forme d'imine à nouveau) avec une seconde molécule de ninhydrine
L'équation de réaction est :
2 C9H6O4  +  NH2-CHR-COOH = CO2 + C18H9NO4 + R-CH=O + 3 H2O
Elle réagit également avec les amines primaires, produisant une coloration pourpre de Ruhemann, et avec les amines secondaires, produisant une coloration jaune.

## Utilisation
La ninhydrine permet de révéler des traces digitales sur des surfaces poreuses et claires (papiers et cartons) grâce à la réaction avec les acides aminés contenus dans l'empreinte pour former une zone de couleur pourpre. On place l'objet contenant l'empreinte dans un bain chimique, puis dans une étuve pour la sécher. La réaction est plus lente (et peut prendre des semaines pour des traces anciennes), d'où l'utilisation de techniques alternatives de dactyloscopie.
La ninhydrine est également utilisée comme révélateur pour la chromatographie sur couche mince (CCM) dans le cas d'une analyse protéique (en solution à 0,2 % dans l'éthanol).